# شفكو عمر باشيتش
شفكو عمر باشيتش (9 يونيو 1945 - 31 أكتوبر 2024) كان إمامًا كرواتيًا ورئيسًا للجالية الإسلامية في كرواتيا وسلوفينيا.

## السيرة الذاتية
وُلد عمر باشيتش في أستيكلينة، بالقرب من فوشا في يوغوسلافيا، الواقعة حاليًا في البوسنة والهرسك. أنهى دراسته الابتدائية في مسقط رأسه وذهب إلى سراييفو حيث التحق بمدرسة غازي خسرو بك، التي درس فيها من سنة 1956 حتى سنة 1964. بعد أن أنهى تعليمه الثانوي، عمل إمامًا في رودو، ثم عاد إلى أوستيكولينا حيث تابع عمله الدعوي والعلمي.
بعد فترة قصيرة، انضم إلى الجيش اليوغوسلافي، وبعد ذلك ذهب للدراسة في ليبيا في الجامعة الإسلامية حيث درس الإسلام واللغة العربية. عاد إلى يوغوسلافيا في عام 1975 وعُيِّن إمامًا في زغرب. في عام 1988، أصبح المفتي الرئيسي للجاليات الإسلامية في كرواتيا وسلوفينيا. في عام 1990، عندما أُسست أمانة الجالية الإسلامية في كرواتيا وسلوفينيا، عُيِّن عمر باشيتش رئيسًا لها، فنال لقب مفتي.
درس خمس سنوات في كلية الفلسفة اليسوعية في جامعة زغرب؛ وخلال عشر سنوات علَّم تاريخ الإسلام وتفسير القرآن واللغة العربية والدراسات الإسلامية في مدرسة الدكتور أحمد إسمايلوفيتش في زغرب. درَّس عمر باشيتش لمدة عامين التعليم الديني في المعهد التعليمي لكلية اللاهوت الكاثوليكية في زغرب.
في انتخابات بلدية زغرب المحلية لعام 2017، انتُخب عمر باشيتش عضوًا في الجمعية البلدية لزغرب مرشحًا عن قائمة حزب ميلان بانديتش.
توفي عمر باشيتش في 30 أكتوبر 2024، عن عمر ناهز التاسعة والسبعين.

## وجهات نظر
كان عمر باشيتش معروفًا بالتسامح بين الأديان. فكان يُرسل طلابه إلى القداديس الكاثوليكية ليطلعوا على كيفية تعبُّد النصارى من أتباع الكنيسة المذكورة. كما كان معارضًا للإرهاب الذي يرتكبه المتطرفون الإسلاميون، موضحًا أن مثل هذه الأمور تحدث بسبب سوء فهم القرآن.